# Боски ди Бардоне (Парма)
Боски ди Бардоне је насеље у Италији у округу Парма, региону Емилија-Ромања.
Према процени из 2011. у насељу је живело 62 становника. Насеље се налази на надморској висини од 592 м.